# 王鈺 (正白旗)
王鈺，正白旗人，清朝政治人物、舉人出身。
舉人出身。乾隆三年，擔任山西介休縣知縣。